# 定慧寺 (鎮江市)
定慧寺（ていえじ）は、中華人民共和国江蘇省鎮江市京口区焦山風景区にある仏教寺院。

## 歴史
定慧寺は、後漢の興平元年（194年）の創建で、当時は普済庵と称した。
北宋の元祐年間（1086年-1094年）、蘇軾の友の仏印に寺衆の推戴を受けて住持となった。「普済禅院」と改称。
元代に「焦山寺」と改称。
明の宣徳年間（1426年-1435年）は大雄宝殿を再建した。
清の康熙42年（1703年）、康熙帝が南遊して、焦山寺を経由して、「定慧寺」の名を賜ります。
1983年、中華人民共和国国務院は仏寺を漢族地区仏教全国重点寺院に認定した。2011年12月、江蘇省人民政府は仏寺を江蘇省文物保護単位に認定した。

## 伽藍
山門、天王殿、大雄宝殿、海雲堂、華厳閣